# وسوندهرا
وسوندهرا (به انگلیسی: Vasundhra) یک زیستگاه انسانی در هند است.